# 川口正吉
川口 正吉（かわぐち しょうきち、1912年 - 1982年2月25日）は、日本の翻訳家。

## 略歴
新潟県三条市生まれ。中央大学経済学部卒業。
英語の小説、ノンフィクションを翻訳。
キューブラー・ロスの『死ぬ瞬間』がベストセラーになった。

## 翻訳
- 『ハンター 猛獣王国ケニヤでの二十六年』（J・A・ハンター、三笠書房） 1957
- 『イヴの3つの顔 一つの肉体に宿る三人の女性』（C・H・セグペン, H・M・クレックレイ、白揚社） 1958
- 『フロンティア 暗黒大陸に挑んだ人びと』（J・A・ハンター, D・P・マニックス、三笠書房） 1958
- 『血に渇く草原』（J・A・ハンター、三笠書房） 1959
- 『ブーラ・マタリ 岩をくだく男 探検家スタンレーの生涯』（バイロン・ファーウェル、刀江書院） 1959
- 『心の秘密 精神分析医の記録』（ロバート・リンドナー、弘文堂、フロンティア・ブックス） 1963
- 『アメリカ政治の内幕 政治小説』（アレン・ドルーリ、弘文堂） 1964
- 『生れながらの犠牲者』（ヒラリイ・ウォー、早川書房、世界ミステリシリーズ） 1964
- 『虚空の遺産』（エドモンド・ハミルトン、早川書房、ハヤカワ・SF・シリーズ） 1964
- 『はるかなるわがラスカル』（スターリング・ノース、学習研究社、ガッケン・ブックス サイエンスシリーズ） 1964
- 『高い城の男』（フィリップ・K・ディック、早川書房、ハヤカワ・SF・シリーズ） 1965
- 『遠い悲鳴』（フレドリック・ブラウン、早川書房、世界ミステリシリーズ） 1965
- 『人間とイルカ 異種間コミュニケーションのとびらをひらく』（J・C・リリー、学習研究社、ガッケン・ブックス サイエンス・シリーズ） 1965
- 『ヒューマノイド』（ジャック・ウィリアムスン、早川書房 ハヤカワ・SF・シリーズ） 1965
- 『未知の地平線』（ロバート・A・ハインライン、早川書房 ハヤカワ・SF・シリーズ） 1965
- 『闇よ,つどえ』（フリッツ・ライバー、早川書房 ハヤカワ・SF・シリーズ） 1965
- 『アラベスク』（アレックス・ゴードン、早川書房 世界ミステリシリーズ） 1966
- 『アンダーストライク』（ジョン・ガードナー、早川書房、世界ミステリシリーズ） 1966
- 『引き裂かれたカーテン』（リチャード・ワームザー、早川書房、世界ミステリシリーズ） 1966
- 『秘密諜報員ジョン・ドレイク』（リチャード・テルフェア、早川書房、世界ミステリシリーズ） 1966
- 『暗黒星雲のかなたに』（アイザック・アシモフ、角川文庫） 1967
- 『エーゲ海の民族文化』（デュラント、林靖共訳、日本ブック・クラブ、世界の歴史4） 1967
- 『ギリシア文明花咲く』（デュラント、大月邦雄共訳、日本ブック・クラブ、世界の歴史5） 1967
- 『ドーヴァー』1 - 2（ ジョイス・ポーター、早川書房、世界ミステリシリーズ） 1967
- 『イシュタルの船』（エイヴラム・メリット、早川書房、ハヤカワ・SF・シリーズ） 1968
- 『悩むウェイトレス』（E・S・ガードナー、早川書房、世界ミステリシリーズ） 1968
- 『ハニー、ナチスに挑戦!』（G・G・フィックリング、早川書房、世界ミステリシリーズ） 1968
- 『金属モンスター』（エイヴラム・メリット、早川書房、ハヤカワ・SF・シリーズ） 1969
- 『時の塔』（レイ・カミングズ、早川書房、ハヤカワ・SF・シリーズ） 1969
- 『金に憑かれた男たち』（アイヴァン・シェイファ、産業能率短期大学出版部、能大ビジネス・ノヴェルズ） 1970
- 『ダレルの動物散歩』（ジェラルド・ダレル、月刊ペン社） 1970
- 『ミサイルと罌粟』（J・サットン、産業能率短期大学出版部、能大ビジネス・ノヴェルズ） 1970
- 『ムーン・プール』（A・メリット、早川書房、ハヤカワ・SF・シリーズ） 1970
- 『環境の危機』（ハロルド・W・ヘルフリック Jr.編、産業能率短期大学出版部） 1971
- 『囁く国の動物たち』（ジェラルド・ダレル、月刊ペン社） 1971
- 『潜在能力を生かそう』（ハーバート・A・オットー、産業能率短期大学出版部） 1971
- 『日本海海戦 皇国の興廃、この一戦に在り』（ノエル・F.ブッシュ、サンケイ新聞社出版局、第二次世界大戦ブックス 別巻3） 1972
- 『ロンドン橋が落ちる』（ジョン・ディクスン・カー、早川書房、世界ミステリーシリーズ） 1973
- 『私という他人 多重人格の病理』（C・H・セグペン, H・M・クレックレー、講談社） 1973、のち+α文庫
- 『宇宙を駆ける男 精神分析医のドキュメント』（ロバート・リンドナー、金沢文庫） 1974
- 『死は名詞である』（ジョン・エム・ランゴーン、金沢文庫） 1974
- 「長い白雲の国」（ジェラルド・ダレル、筑摩書房、『ノンフィクション全集 7』） 1974
- 『わが心の牢獄』（バーバラ・エフ・ベンジガー、金沢文庫） 1974
- 『私の中の不思議な他人 多重人格女性の告白』（エヴリン・ランカスター、読売新聞社） 1974
- 『ナ・ダーム あなたの中の不思議な力』（L・チェーズ, C・キング、日本教文社） 1975
- 『犬』（ロバート・カルダー、サンケイ出版、サンケイノベルス） 1977
- 『私の自己と私 LSD-25の精神分析』（C・A・ニューランド、河野心理教育研究所出版部） 1977
- 『私は多重人格だった』（クリス・C・サイズモア, エレン・S・ピティロ、講談社） 1978
- 『気象戦争』（レオナード・レオックム, ポール・ポゾニック、広済堂出版） 1979
- 『スーパーマインド あなたは本当のあなたなのか』（V・ハワード、日本教文社、コズモブックス） 1980
- 『なぜあなたは我慢するのか エソテリックライフのすすめ』（V・ハワード、日本教文社、コズモブックス） 1980
- 『死の扉の彼方』（モーリス・ローリングズ、第三文明社） 1981

### E・E・スミス
- 『宇宙のスカイラーク』（エドワード・E・スミス、早川書房、ハヤカワ・SF・シリーズ） 1966
- 『スカイラーク3』（エドワード・E・スミス、早川書房、ハヤカワ・SF・シリーズ） 1966
- 『最初のレンズマン』（エドワード・E・スミス、早川書房、ハヤカワ・SF・シリーズ） 1967
- 『ヴァレロンのスカイラーク』（エドワード・E・スミス、早川書房、ハヤカワ・SF・シリーズ） 1967
- 『三惑星連合』（エドワード・E・スミス、早川書房、ハヤカワ・SF・シリーズ） 1969

### エリザベス・キューブラー＝ロス
- 『死ぬ瞬間 死にゆく人々との対話』（E・キューブラー=ロス、読売新聞社） 1971
- 『死ぬ瞬間の対話』（E・キューブラー=ロス、読売新聞社） 1975
- 『続・死ぬ瞬間』（E・キューブラー=ロス、読売新聞社） 1977
- 『死ぬ瞬間の子供たち』（キューブラー・ロス、読売新聞社） 1982

## 参考
- 『死ぬ瞬間の子供たち』訳者紹介

| スタブアイコン | サブスタブ | この項目は、まだ閲覧者の調べものの参照としては役立たない、人物に関連した書きかけの項目です。この項目を加筆・訂正などしてくださる協力者を求めています（P:人物伝/PJ:人物伝）。 |